# 各年のトルコの一覧

トルコの国旗

各年のトルコの一覧（かくねんのトルコのいちらん）は、トルコの各年ごとの記事の一覧。この一覧ではトルコの各年ごとの記事の他、各世紀と各年代、トルコの各分野における各年ごとの記事についても取り扱う。

## 一覧

### 20世紀
- 1920年代
  - 1920年のトルコ（トルコ語版） 1921年のトルコ（トルコ語版） 1922年のトルコ（トルコ語版） 1923年のトルコ（英語版） 1924年のトルコ（英語版）
  - 1925年のトルコ（英語版） 1926年のトルコ（英語版） 1927年のトルコ（英語版） 1928年のトルコ（英語版） 1929年のトルコ（英語版）
- 1930年代
  - 1930年のトルコ（英語版） 1931年のトルコ（英語版） 1932年のトルコ（英語版） 1933年のトルコ（英語版） 1934年のトルコ（英語版）
  - 1935年のトルコ（英語版） 1936年のトルコ（英語版） 1937年のトルコ（英語版） 1938年のトルコ（英語版） 1939年のトルコ（英語版）
- 1940年代
  - 1940年のトルコ（英語版） 1941年のトルコ（英語版） 1942年のトルコ（英語版） 1943年のトルコ（英語版） 1944年のトルコ（英語版）
  - 1945年のトルコ（英語版） 1946年のトルコ（英語版） 1947年のトルコ（英語版） 1948年のトルコ（英語版） 1949年のトルコ（英語版）
- 1950年代
  - 1950年のトルコ（英語版） 1951年のトルコ（英語版） 1952年のトルコ（英語版） 1953年のトルコ（英語版） 1954年のトルコ（英語版）
  - 1955年のトルコ（英語版） 1956年のトルコ（英語版） 1957年のトルコ（英語版） 1958年のトルコ（英語版） 1959年のトルコ（英語版）
- 1960年代
  - 1960年のトルコ（英語版） 1961年のトルコ（英語版） 1962年のトルコ（英語版） 1963年のトルコ（英語版） 1964年のトルコ（英語版）
  - 1965年のトルコ（英語版） 1966年のトルコ（英語版） 1967年のトルコ（英語版） 1968年のトルコ（英語版） 1969年のトルコ（英語版）
- 1970年代
  - 1970年のトルコ（英語版） 1971年のトルコ（英語版） 1972年のトルコ（英語版） 1973年のトルコ（英語版） 1974年のトルコ（英語版）
  - 1975年のトルコ（英語版） 1976年のトルコ（英語版） 1977年のトルコ（英語版） 1978年のトルコ（英語版） 1979年のトルコ（英語版）
- 1980年代
  - 1980年のトルコ（英語版） 1981年のトルコ（英語版） 1982年のトルコ（英語版） 1983年のトルコ（英語版） 1984年のトルコ（英語版）
  - 1985年のトルコ（英語版） 1986年のトルコ（英語版） 1987年のトルコ（英語版） 1988年のトルコ（英語版） 1989年のトルコ（英語版）
- 1990年代
  - 1990年のトルコ（英語版） 1991年のトルコ（英語版） 1992年のトルコ（英語版） 1993年のトルコ（英語版） 1994年のトルコ（英語版）
  - 1995年のトルコ（英語版） 1996年のトルコ（英語版） 1997年のトルコ（英語版） 1998年のトルコ（英語版） 1999年のトルコ（英語版）
- 2000年代
  - 2000年のトルコ（英語版）

### 21世紀
- 2000年代
  - 2001年のトルコ（英語版） 2002年のトルコ（英語版） 2003年のトルコ（英語版） 2004年のトルコ（英語版）
  - 2005年のトルコ（英語版） 2006年のトルコ（英語版） 2007年のトルコ（英語版） 2008年のトルコ（英語版） 2009年のトルコ（英語版）
- 2010年代
  - 2010年のトルコ（英語版） 2011年のトルコ（英語版） 2012年のトルコ（英語版） 2013年のトルコ（英語版） 2014年のトルコ（英語版）
  - 2015年のトルコ（英語版） 2016年のトルコ（英語版） 2017年のトルコ（英語版） 2018年のトルコ（英語版） 2019年のトルコ（英語版）
- 2020年代
  - 2020年のトルコ（英語版）

## 文化と芸術

### 映画
- List of Turkish films（英語版）